# 波河 (阿杜爾河支流)
波河（法語：Gave de Pau，法語發音：[ɡav də po]）是是法国奥克西塔尼大区上比利牛斯省与新阿基坦大区大西洋比利牛斯省、朗德省的河流，长190.7千米，发源自加瓦尔尼冰斗，于佩尔奥拉德与奥洛龙河汇流为雷于尼河。

## 外部連結
- http://www.geoportail.fr （页面存档备份，存于）
- Sandre数据库中的波河